# موافقت‌نامه دیتون
موافقت‌نامه دیتون (انگلیسی: Dayton Agreement) (که گاهی با عنوان پروتکل پاریس یا موافقت‌نامه دیتون-پاریس یا موافقت‌نامه چارچوب عمومی صلح در بوسنی و هرزگوین نیز از آن یاد می‌شود) موافقت‌نامه صلحی بود که در نوامبر ۱۹۹۵ در پایگاه نیروی هوایی رایت-پترسون در نزدیکی دیتون، اوهایو در آمریکا تنظیم شد. این موافقت‌نامه رسماً در ۱۴ دسامبر ۱۹۹۵ در پاریس امضا شد، و با امضای آن جنگ بوسنی پایان یافت.